# ريان فلين (لاعب هوكي جليد)
ريان فلين (بالإنجليزية: Ryan Flynn)‏ هو لاعب هوكي جليد أمريكي، ولد في 22 مارس 1988 في سانت بول في الولايات المتحدة.

## وصلات خارجية
- ريان فلين على موقع دوري الهوكي الوطني (الإنجليزية)
- ريان فلين على موقع EliteProspects.com (الإنجليزية)
- ريان فلين على موقع HockeyDB.com (الإنجليزية)